# Mikaël
Michael (también conocida como  Mikaël, Encadenado: la historia del tercer sexo y Deseo del corazón) es una película muda alemana realizada en 1924, dirigida por Carl Theodor Dreyer, director destacado por otras películas mudas como La pasión de Juana de Arco (1928), El dueño de la casa (1925) y Páginas del libro de Satán (1921). Junto a Anders als die Andern («Diferente de los demás») (1919) y Geschlecht in Fesseln («Sexo encadenado») (1928), Michael es ampliamente considerada un hito del cine mudo gay.
La película se basa en la novela Mikaël de Herman Bang, de 1904. Esta es la segunda adaptación cinematográfica del libro, pues la primera fue la sueca Vingarne rodada ocho años antes por Mauritz Stiller. Sin embargo Michael sigue más fielmente el argumento del libro de Bang que la primera adaptación.

## Reparto
- Walter Slezak: Michael

- Max Auzinger: Jules - Mayordomo

- Nora Gregor: Condesa Lucia Zamikoff

- Robert Garrison: Charles Switt - Periodista

- Benjamin Christensen: Claude Zoret

- Didier Aslan: Duque de Monthieu

- Alexander Murski: Señor Adelsskjold

- Grete Mosheim: Señora Alice Adelsskjold

- Karl Freund: LeBlanc - Comerciante de arte

- Wilhelmine Sandrock: Viuda de Monthieu

## Sinopsis
Un famoso pintor llamado Claude Zoret (Benjamin Christensen) se enamora de uno de sus modelos, Michael (Walter Slezak), y por un tiempo ambos viven juntos felizmente.
Zoret es considerablemente mayor que Michael y por ello, éste empieza a distanciase de él, aunque Zoret no se da cuenta en absoluto. Cuando una condesa arruinada (Nora Gregor) acude a Zoret, aparentemente a encargarle un retrato pero con la intención real de seducirle y estafarle su dinero, encuentra que Michael es más receptivo a sus avances, se lía con él y le usa para robar a Zoret. Cuando el pintor descubre lo que está pasando, queda destrozado y su trabajo sufre terriblemente. Para colmo, Michael vende el retrato que Zoret le había pintado y regalado, y también roba y vende los bocetos que Zoret había hecho en su estancia con él en Argelia, al principio de su amor. En su desesperación, Zoret empieza a trabajar en su obra maestra, un cuadro de gran escala de un hombre tumbado en la playa, usando Argelia como fondo, que representa a un hombre que lo ha perdido todo.
Tras finalizar el cuadro, Zoret cae gravemente enfermo. El periodista Charles Switt (Robert Garrison) permanece junto a él en su lecho de muerte. Switt siempre ha amado a Zoret y ha estado junto a él, y nunca criticó a Michael para no herir a Zoret, su amor no correspondido. Switt envía un mensaje a Michael, diciéndole que Zoret está muriendo y que venga enseguida, pero la condesa se lo impide. Las últimas palabras de Zoret, que sirven también como prólogo de la película son: «Ahora puedo morir en paz, porque he visto el verdadero amor».